# Ráadás
A Ráadás Bródy János 2016. február 19-én a GrundRecords kiadásában megjelent albuma, amely Az Illés szekerén című nagylemez után 5 évvel került forgalomba, Bródy János 70. születésnapja alkalmából. Először CD formátumban jelent meg.
Bródy János 2016. április 9-én születésnapi koncertet tartott Lesz még egyszer címmel a budapesti Papp László Arénában és ebből az alkalomból BRÓDY 70 címmel egy limitált példányszámú különleges kiállítású kollekció jelent meg az életmű tiszteletére. Az 5  lemezt tartalmazó összeállítás utolsó nagylemeze a Ráadás. A koncert idejére a Ráadás CD már elérte az aranylemez minősítést, és több héten át vezető helyet foglalt el a népszerűségi listákon.

## Az album dalai
1. Te itt leszel majd mellettem
2. Magyarok közt európai
3. Felföldiné estéje
4. Birkaország
5. Újra ősz van már
6. Gyere édes jöjj és korrumpálj
7. Világosítsd föl gyermeked
8. Hová tűntek azok az évek
9. Nyáréjszakán a 67-es úton
10. Egy lány sétál a domboldalon
11. A zeti zászló

## Az album előadói
- Bródy János – ének, gitár
- Kirschner Péter – gitárok, dob, szintetizátor
- Szeifert Bálint – basszusgitár
- Prommer Patrik – dob
- Libor Laura, Bakos Zita, Baka Rebeka – vokál